# Nephrodium warburgii
Nephrodium warburgii là một loài dương xỉ trong họ Dryopteridaceae. Loài này được Diels in Schum. & Laut. mô tả khoa học đầu tiên năm 1901.
Danh pháp khoa học của loài này chưa được làm sáng tỏ. 